# قراجه‌لو
قراجه‌لو یکی از روستاهای استان آذربایجان شرقی است که در دهستان قشلاق فندقلو شهرستان اهر واقع شده‌است.این روستا ۱۴۶ نفر جمعیت دارد.